# Quema de libros y sepultura de intelectuales
La quema de libros y la sepultura de intelectuales  (en chino tradicional, 焚書坑儒; en chino simplificado, 焚书坑儒; pinyin, Fénshū Kēngrú)  es una frase que hace referencia a una política llevada a cabo durante la dinastía Qin de la antigua China, en el período que abarca desde 213 a. C. al 206 a. C. y a las consecuencias que de ella se derivaron. Durante este período, las Cien escuelas de pensamiento fueron perseguidas, mientras que el legalismo sobrevivió. Un efecto secundario fue la marginación de la ideología de la escuela de Mozi en favor de los pensamientos de Confucio.
La principal fuente de información sobre estos sucesos es el documento Memorias históricas, de Sima Qian; sin embargo, pocos estudiosos creen que dicha fuente refleje lo que realmente ocurrió.

## La quema de libros

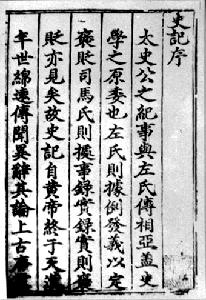
Primera página del texto Relatos de los grandes historiadores

Según las Memorias históricas, después que Qin Shi Huangdi, el primer emperador de China, unificara el país en el año 221 antes de Cristo, su canciller Li Si sugirió suprimir el discurso intelectual con el fin de unificar todos los pensamientos y las opiniones políticas. La justificación era que los intelectuales cantaban falsas alabanzas y hacían crecer la disidencia mediante la difamación.
A partir de 213 a. C., todas las obras clásicas de las Cien escuelas del pensamiento, excepto las de la propia escuela de Li Si conocida como el legismo, estuvieron sujetas a la quema de libros.
Qin Shi Huang atacó a las otras escuelas de pensamiento por temor a que socavaran su legitimidad, y escribió sus propios libros de historia.
Li Si dispuso que todas las historias en los archivos imperiales, excepto las escritas por los historiadores Qin, fueran quemadas; que los textos Clásico de poesía, Clásico de historia y los trabajos de los estudiosos de las diferentes escuelas se entregaran a las autoridades locales para que fueran quemadas; que cualquier persona que se refiriera a alguno de estos dos libros en particular fuera ejecutada; que aquellos que utilizaran antiguos ejemplos para satirizar la política contemporánea, fueran condenados a muerte junto con sus familias; que las autoridades que no denunciaran los casos que llegaran a su conocimiento serían igualmente culpables; y que aquellos que no hubieran quemado los libros y textos señalados dentro de los 30 días fijados serían expulsados hacia el norte como convictos para trabajar en la construcción de la Gran Muralla. Los únicos libros que se salvaron de la destrucción fueron libros sobre la arboricultura, la medicina, la agricultura y la adivinación.

## El entierro de los intelectuales

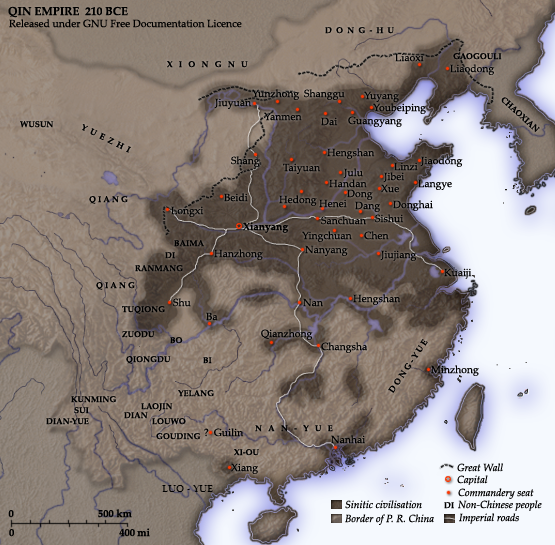
Mapa de la dinastía Qin (aproximadamente en el año 210 a. C.) — en China. ::*La primera dinastía imperial unificadora de China. ::*Los territorios coloreados muestran la extensión aproximada del control político de Qin a la muerte del emperador Qin Shi Huang en el año 210 a. C.

Tras ser engañado por dos alquimistas mientras buscaba prolongar su vida, Qin Shi Huangdi ordenó que más de 460 eruditos de la capital fueran enterrados vivos en el segundo año de la prohibición, mientras que Wei Lan Jiao en el siglo segundo añade 700 más al número total de ejecutados. Como algunos de ellos también eran intelectuales confucianos, su hijo Fusu le aconsejó que esta podía ser una medida drástica que podía causar inestabilidad al afectar a aquellos que respetaban a Confucio en una situación de reciente unificación del país y con enemigos aún no pacificados. Sin embargo, fue incapaz de cambiar la opinión de su padre, y en cambio fue enviado a vigilar la frontera en un exilio.
La rápida caída de la dinastía Qin fue atribuida a esta proscripción. El confucianismo fue restablecido por la dinastía Han que siguió, y llegó a ser la ideología oficial del estado imperial chino, debido en parte a que muchas de las otras escuelas habían desaparecido.